# Гризодуб Олександр Іванович
Олександр Іванович Гризодуб (нар. 27 грудня 1948, Костянтинівка, Сталінська область) — український хімік, фармаколог, доктор хімічних наук, професор, керівник Державного підприємства «Український науковий фармакопейний центр якості лікарських засобів» Державної служби України з лікарських засобів та контролю за наркотиками (2005-2024).

## Життєпис
Випускник Харківського державного університету імені О. М. Горького 1971 року. Після закінчення університету почав працювати в Державному науковому центрі лікарських засобів у Харкові. У 1990 році захистив докторську дисертацію на тему «Оптимизация хроматографического и спектрофотометрического контроля качества многокомпонентных лекарственных средств на основе метода сравнения», а у 1996 — здобув звання професора. У 1994 очолив лабораторію хроматографії цього закладу, у 2005 став головним науковим співробітником. У 1992 обійняв посаду заступника голови з наукових питань Фармакопейного комітету Міністерства охорони здоров'я України. З 2002 — заступник директора з наукових питань, у 2005 - 2024 — виконувач обов'язків директора, директор Державного підприємства «Український науковий фармакопейний центр якості лікарських засобів».

## Нагороди
Неодноразово був нагороджений почесними грамотами МОЗ України, Держлікслужби, Харківської обласної та міської адміністрацій.

## Наукова діяльність
Займається дослідженнями в галузі багатокомпонентної спектрофотометрії, газової, рідинної та тонкошарової хроматографій, метрологічних аспектів контролю якості ліків; проводить аналіз і стандартизацію ліків. Керував створенням першого (2001) та другого (2014) видань Державної фармакопеї України.
Є автором близько 340 наукових праць та співавтором понад 100 генеричних і оригінальних лікарських засобів. Брав участь у розробці декількох десятків галузевих нормативних документів з питань якості лікарських засобів, створенні Національної системи стандартних зразків ліків (разом із Д. А. Леонтьєвим).
Підготував 5 докторів і 5 кандидатів наук.

### Праці
- Линейные зависимости в тонкослойной хроматографии и их применение к оптимизации условий разделения в бинарных подвижных фазах (канд. дис.). — Х., 1982
- Влияние повторных измерений и расширения набора длин волн на точность многоволновой спектрофотометрии по методу наименьших квадратов // ЖАНХ. 1989. Т. 44, № 10 (у співавторстві)
- Model of Mixed Absorption Centre for Description of Retention in Liquid Chromatography with Multicomponent Mobile Phases // Chromatographia. 1993. Vol. 37, № 9–10 (у співавторстві)
- Стандартизация и контроль качества лекарственных средств // Технология и стандартизация лекарств: Сб. науч. тр. Х., 1996 (у співавторстві)
- Метрологические аспекты официальных методик контроля качества лекарственных средств. Методики ВЭЖХ // Фізіологічно активні речовини. 2001. № 1(31) (у співавторстві)
- Стандартизованная процедура валидации методик контроля содержания примесей в готовых лекарственных средствах методом жидкостной хроматографии стандарта // Фармаком. 2005. № 2–3 (у співавторстві).
- Применение спектрофотометрии в контроле качества лекарственных средств // В кн.: «Аналитическое обеспечение создания, стандартизации и контроля качества лекарственных средств». — Х.. — Т. 1. — 2011. — С. 92–202.
- Стандартизованные процедуры валидации методик контроля качества лекарственных средств // Х.: ГП «Украинский научный фармакопейный центр качества лекарственных средств», 2016. — 396 с.